# Dascyllus havaiano
Conhecido como dascyllus havaiano, dascyllus dominó havaiano, peixe dominó havaiano, donzela de escamas pálidas do Havaí, donzela bola de neve ou alo ilo i (em havaiano) é uma espécie de pomacentrideo monogâmico que pertence o gênero Dascyllus e a subfamília Chrominae. É nativo do Pacífico Oriental Central e pode ser encontrado na profundidade de 1 - 50 m. A espécie foi descoberta por Gill, em 1862.

## Ecologia

### Aparência
Os jovens são pretos, podem possuir uma mancha e uma marca branca no meio do corpo. Os adultos possuem o corpo arredondado e escamas cinzentas ou brancas pálidas no corpo. A espécie já foi confundida com o dascyllus dominó (Dascyllus trimaculatus), pois são bem parecidos, tanto os jovens quanto os adultos.

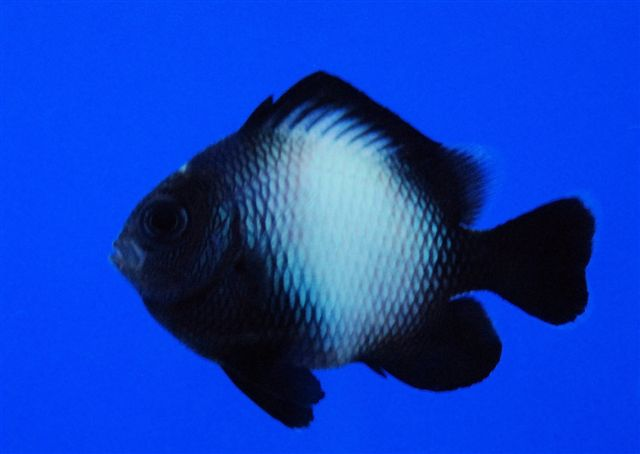
Exemplar adulto em aquário.

### Biologia
Os adultos são encontrados em águas bem rasas sobre fundos de corais ou rochosos. Os jovens se escondem entre os ramos de corais do gênero Pocillopora.

### Reprodução e desova
Emparelhamento distinto e ovíparo durante a reprodução. Os ovos são colocados no substrato rochoso ou coralino. Os machos protegem e mantem os ovos limpos e livres de parasitas e predadores.

### Alimentação
É uma espécie planctívora, se alimenta de plâncton e copépodes durante o dia.

### Habitat
Habitam recifes rasos e costeiros.

## Distribuição
São encontrados no Pacífico Oriental Central, Havaí e Atol de Johnston.